# ‘Arşeh Dowgāh
‘Arşeh Dowgāh (persiska: عَرصِه دُگاه, عرصه دوگاه, اَرسَديَ, اَرسِه ديجِه, ‘Arşeh Dogāh) är en ort i Iran.   Den ligger i provinsen Ardabil, i den nordvästra delen av landet, 400 km nordväst om huvudstaden Teheran. ‘Arşeh Dowgāh ligger 1 845 meter över havet och antalet invånare är 212.
Terrängen runt ‘Arşeh Dowgāh är lite bergig. Runt ‘Arşeh Dowgāh är det ganska glesbefolkat, med 38 invånare per kvadratkilometer. Närmaste större samhälle är Nīlaq, 7,5 km sydost om ‘Arşeh Dowgāh. Trakten runt ‘Arşeh Dowgāh består i huvudsak av gräsmarker.